# 盖群英
盖群英（英語： 1878年2月21日—1952年4月30日)，是20世纪初在中国山西、甘肃和新疆传教的著名女传教士。

## 生平
1878年出生于英格兰萨里郡吉尔福德，是一位具有绅士品格的布商的长女，高中毕业后，属灵方面经历了复兴，于是去伦敦国王学院接受了基本的医学知识，就加入中国内地会，1902年初经美国抵达中国，被派到山西霍州传教站，在此结识了一生的同伴冯贵珠（Evangeline French）— 1908年又加上妹妹冯贵石（Francesca French）。她们在霍州建立了1座教堂、1个200人的女子学校、1个诊所和1个戒毒所。
1923年，三位人到中年的女传教士前往甘肃肅州（酒泉）开辟一个新传教站，以此为基地，每年穿过戈壁沙漠，向西进入从没有传教士进入的区域，向新疆的穆斯林妇女传教。三人教会了许多人汉语，使她们能阅读圣经和其他属灵书籍。三人到处赶集，在每个集市上卖圣经，并且高唱圣歌。其中有一次，她们进入2700户住家和帐篷，举办650次聚会，送出4万册以上的圣经。
1937年，抗日战争开始，三人回到英国，1943年三人都获得皇家苏格兰地理学会颁发的活石奖章。1942年盖群英还获得皇家中亚学会颁发的劳伦斯纪念奖章。
在英国，盖群英任圣经公会副主席。1952年4月30日在伦敦去世。

## 著作
與馮貴石合著有：
Through Jade Gate and Central Asia (1927)；The Gobi Desert (1942)； China, Her life and Her People (1946)